# 巴基斯坦國會
巴基斯坦议会是《巴基斯坦伊斯兰共和国宪法》规定的国家最高立法机关。根据1973年颁布实施的《巴基斯坦伊斯兰共和国宪法》，巴基斯坦实行立法、行政和司法三权分立，国会掌握立法权。国会采用两院制，由经直接选举产生的参议院与国民议会组成。

## 历史
巴基斯坦议会自1947年至1954年一度实行一院制，称为制宪议会。1954年制宪议会被时任总督古拉姆·穆罕默德解散。1955年，巴基斯坦第二届制宪议会成立，并于1956年颁布新宪法，將国会改称国民议会。1973年，时任总统佐利菲卡尔·布托主持制定新宪法，新宪法规定国会实行两院制，由国民议会（下院）和参议院（上院）组成。设立参议院的目的主要是体现联邦各单位公平性，以维护国家的团结和和谐。
1999 年巴基斯坦陸軍參謀長佩尔韦兹·穆沙拉夫發動政變上台，他停止憲法行使，暫停參議院、國家和省議會、參議院主席和副主席、國家和省議會議長、副議長職權。最高法院於2000年5月12日的判決中認可了軍事接管，給予軍政府三年時間完成必要的憲法修正，然後將權力移交給民選政府。2001年6月總統正式解散兩院，直到2002年選舉後恢復。

## 權力
巴基斯坦憲法規定聯邦為議會制政府，總統為國家元首，總理為政府首腦。下院國民議會是巴基斯坦的主權立法機構，負責制定法律，對政府進行監督，審查公共支出，確保政府在憲法規定的範圍內運作，並且不侵犯人民的基本權利。
參議院權力包括，表決預算案以外，所有下議院通過的法律草案，與國民議會、四個省議會共同選舉總統，在與國民議會的聯席會議中彈劾、罷免總統。另外憲法修正需要兩院分別以2/3多數通過才能生效。兩院之間出現分歧時，由兩院各8名成員組成之調解委員會，進行調解。
巴基斯坦憲法規定，總理需從國民議會中選出。部長從國會成員中任命。但是，擔任參議院成員的政府部長人數在任何時候都不得超過所有政府部長人數的四分之一。

## 国会选举

### 参议员选举
参议院共有104个议席，设主席、副主席各一名。议员名额分配方案是：首都地区2席，旁遮普省、信德省、俾路支省、開伯爾-普什圖省各14席，部落地区8席，共66席。其余34席为妇女和技术官僚保留席位。
参议员任期6年，每三年改选其中二分之一。其中，旁遮普省、信德省、俾路支省、 开伯尔-普什图省等四省议会根据政党在省议会的席位比例分别选出平均分配给各省的22个参议员席位，伊斯兰堡首都地区和部落区席位由总统制定选举办法选出。
2011年，通過憲法第19項修正案，議席數量從100席增加至104席。2018年，通過憲法第25項修正案之後，部落地区併入開伯爾-普什圖省，參議院席位在2021年選舉後減少4席，2024年選舉後再減少4席到 96 個。

### 国民议会议员选举
国民议会现有342席，议员任期五年，可连选连任。其中272席由普选产生，按行政单位分配为， 开伯尔-普什图省35席，联邦直辖部落区12席，联邦首都地区（即伊斯兰堡）2席，旁遮普省148席，信德省61席，俾路支省14席。普选议席根据单一小选区制选出，每个选区获得最多票数者当选。
余下的70席为保留议席，其中60席为妇女议席，10席为少数教派（基督徒、印度教徒等）议席。60个妇女保留议席根据人口比例分配给各省，旁遮普省35席、信德省14席、 开伯尔-普什图省8席、俾路支省3席，由政党获各省直选议席的比例进行分配。10个少数教派议席按各政党获全国直选议席总数的比例进行分配。
2018年，通過憲法第25項修正案之後，2023年將取消联邦直辖部落区，新的普选席次分配为，开伯尔-普什图省51席，联邦首都地区（即伊斯兰堡）3席，旁遮普省141席，信德省61席，俾路支省16席。妇女保留议席分配为，旁遮普省32席、信德省14席、 开伯尔-普什图省10席、俾路支省4席。

## 议员权利与义务
议员在国会内有言论豁免权，对于议员的逮捕等执法行为必须征得议长同意。法律对议员的义务没有明确的规定，但宪法关于竞选议员资格和不符合的情况实际上是对议员的法定要求。另外，议员每年必须向议会呈交详细的财产申报材料，负有财产公开的义务。

## 外部連結
- 巴基斯坦参议院 （页面存档备份，存于）
- 巴基斯坦國民議會